# Der Ochsenkrieg (1920)
Der Schiedsmann von Berchtesgaden oder Der Ochsenkrieg ist eine deutsche Literaturverfilmung des gleichnamigen Romans von Ludwig Ganghofer aus dem Jahr 1920.

## Handlung
Berchtesgadener Land 1420: Durch die Verbohrtheit des klösterlichen Amtsmanns Someier kommt es zum Konflikt zwischen dem Kloster Berchtesgaden und den Ramsauern, während Lampert, Sohn des Amtmanns, und Jula Runotter ihre Zuneigung zueinander entdecken. Der Streit entzündet sich an der Frage des Weiderechtes von 17 Kühen Runotters, die auf der Hängmoos weiden. Nach Meinung des starrköpfigen Amtmanns Someier haben auf dieser Alm nur Ochsen und Kälber etwas zu suchen. Als Runotters Sennhütte niedergebrannt, ihr taubstummer, verkrüppelter Bruder umgebracht und Jula misshandelt wird, kommt es zu einem Aufstand der Bauern. Der Streit zieht immer weitere Kreise, bis er zu einem regelrechten Krieg wird. In diesem wegen einer Nichtigkeit entstandenen Krieg bleibt allen Beteiligten nur das Mitmachen auf der ihnen vom Schicksal zugewiesenen Seite. Runotter kämpft mit seiner als Mann verkleideten Tochter Jula und dem Landsknecht Malimmes gegen das Kloster, auf dessen Seite der von Jula geliebte Sohn des Amtmanns steht. Bei der entscheidenden Schlacht kann sich Runotter am klösterlichen Chorherrn Aschacher rächen, rettet aber gleichzeitig dem Stiftspropst Pienzenauer unerkannt das Leben und stirbt.

## Hintergrund
Produktionsfirma war die Münchner Lichtspielkunst AG (Emelka) aus München. Der viragierte Film hat eine Länge von fünf Akten und eine Länge von 69 Minuten. Die Zensur passierte er am 10. September 1920.

## Kritik
Die Neue Kino-Rundschau befand: „Die ... Bearbeitung von Ludwig Ganghofers „Ochsenkrieg“ vermittelt eine vollständig gelungene Wiedergabe des zum Vorwurfe dienenden Werkes. Schon aus den ersten Szenen weht uns ein Hauch von Ursprünglichkeit entgegen, eine überzeugende Natürlichkeit, die uns bis zum letzten Bilde im Banne hält. Herrliche Freilichtaufnahmen aus der Umgebung des Königssees unterstützen die dargestellte Handlung.“

## Trivia
Für die 2020 erschienene Neufassung des Stummfilms ist die Band Haindling mit dessen Soundtrack betraut worden.